# Taft, Đông Samar

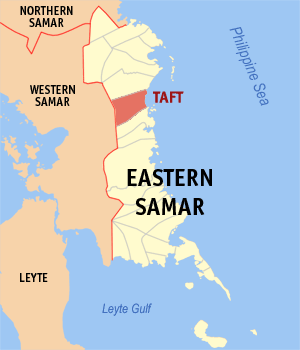
Bản đồ Đông Samar với vị trí của Taft

Taft là một đô thị hạng 4 ở tỉnh Đông Samar, Philippines. Theo điều tra dân số năm 2000 của Philipin, đô thị này có dân số 16.435 người trong 3.186 hộ. Thị xã này được đặt tên theo tổng thống Hoa Kỳ William Howard Taft.

## Các đơn vị hành chính
Taft được chia ra 24 barangay.
| - Batiawan - Beto - Binaloan - Bongdo - Dacul - Danao - Del Remedios - Gayam - Lomatud (Burak) - Mabuhay - Malinao - Mantang | - Nato - Pangabutan - Poblacion Barangay 1 - Poblacion Barangay 2 - Poblacion Barangay 3 - Poblacion Barangay 4 - Poblacion Barangay 5 - Poblacion Barangay 6 (Bliss) - Polangi - San Luis - San Pablo - San Rafael |